# Зураева, Залина Эдиковна
Залина Эдиковна Зураева (род. 1 августа 2003 года, Владикавказ, Россия) — российская дзюдоистка, чемпионка России 2023 года. Чёрный пояс по дзюдо. Мастер спорта.

## Биография
Залина родилась в городе Владикавказ, Северная Осетия, Россия. Пришла в секцию дзюдо в 8 лет,  первым тренером Зураевой был Дзукаев Инал Герсанович. Живет и тренируется в г. Казань (Татарстан), представляет Республику Татарстан.

## Спортивная карьера
Залина участница первенства мира среди кадетов 2019 года в Казахстане, в качестве члена сборной России она завоевала бронзовую медаль в командном противостоянии. В феврале 2020 года она выиграла бронзовую медаль на кубке Европы среди кадетов в Фуэнхироле (Испания). Участница кубка Европы среди юниоров в Коимбре (Португалия), первенства Европы в Люксембурге и первенства мира в Ольбии (Италии). В апреле 2021 года выиграла всероссийский турнир на призы федерации дзюдо Санкт-Петербурга. В ноябре 2021 года Зураева стала третьей на первенстве России среди юниоров в Екатеринбурге, уступив брянской спортсменке Ксении Медведевой в полуфинале, она выиграла в матче за третье место Сару Глухову из Красноярского края. В декабре 2021 года Залина стала серебряной медалисткой кубка России в Грозном в весе до 63 кг. В октябре 2022 года Зураева в качестве члена команды спортивного клуба "Батыр" (Татарстан) выиграла бронзовую медаль на клубном чемпионате России в Грозном. В ноябре 2022 года на чемпионате России Залину стала пятой, уступив в схватке за бронзовую медаль своей давней сопернице Ксении Медведевой. В декабре 2022 года выиграла кубок России в Калининграде, взяв верх в финале над Стефании Власовой (Самарская область). В сентябре 2023 года она стала чемпионкой России в весе до 63 кг, взяв реванш в четвертьфинале у Ксении Медведевой, в полуфинале она одолела Анастасию Мананниковой из Свердловской области и в финале Зураева красивым броском закончила встречу против самарской спортсменки Стефании Власовой.  В марте 2024 пришла первой на казанском турнире "Russian judo tour" до 23 лет. В апреле 2024 она стала финалисткой на первенстве России до 23 лет, который прошел в г. Красноярск.

## Спортивные результаты
- Первенство мира среди кадетов 2019 (команда) — ;
- Первенство России среди юниоров 2021 — ;
- Кубок России 2021 — ;
- Кубок России 2022 — ;
- Клубный чемпионат России 2022 — ;
- Чемпионат России 2023 — ;
- Кубок России 2023 — ;
- Russian judo tour до 23 лет 2024 — ;
- Первенство России до 23 лет 2024 — ;
- Первенство России до 23 лет 2025 — ;[12]